# Chrysopogon muelleri
Chrysopogon muelleri là một loài ruồi trong họ Asilidae. Chrysopogon muelleri được von Roeder miêu tả năm 1892. Loài này phân bố ở miền Australasia.